# 926-й истребительный авиационный полк ПВО
926-й истребительный авиационный полк ПВО (926-й иап ПВО) — воинская часть истребительной авиации ПВО, принимавшая участие в боевых действиях Великой Отечественной войны.

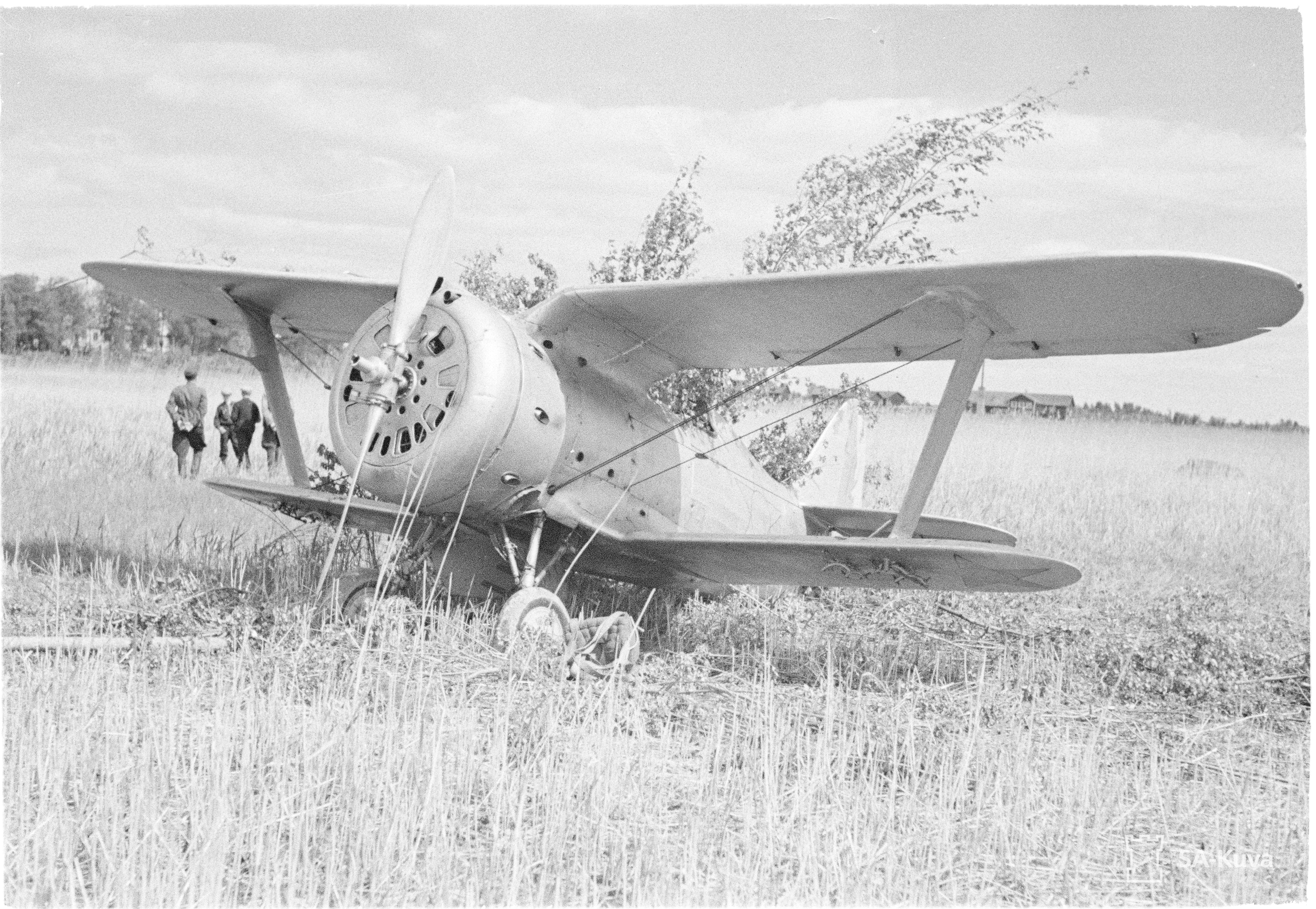
Самолет И-153 полк получил при формировании.

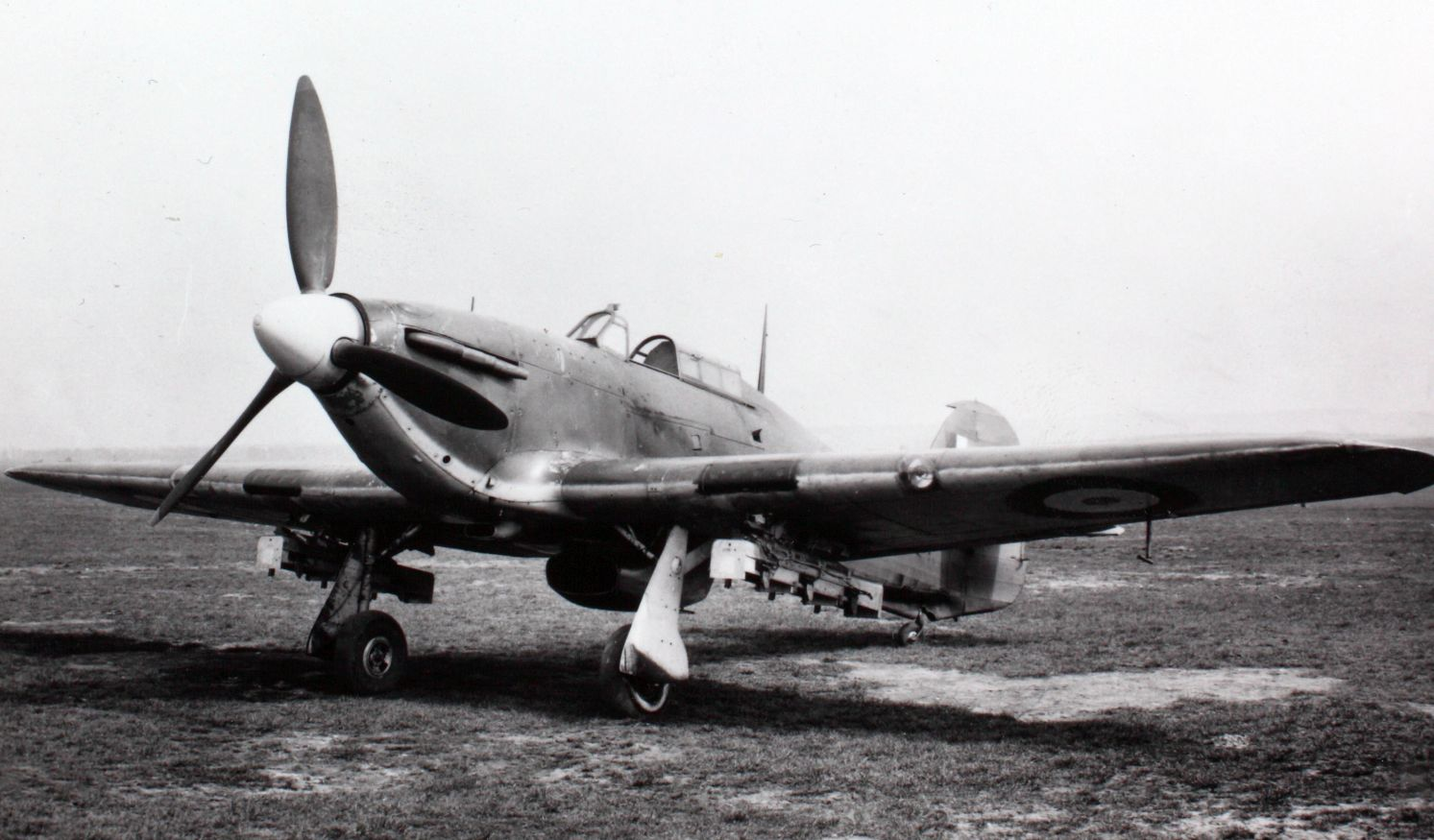
Самолет Hawker Hurricane. Полк начал переучивание на эти самолёты в сентябре 1942 года, а в октябре уже приступил к боевой работе.

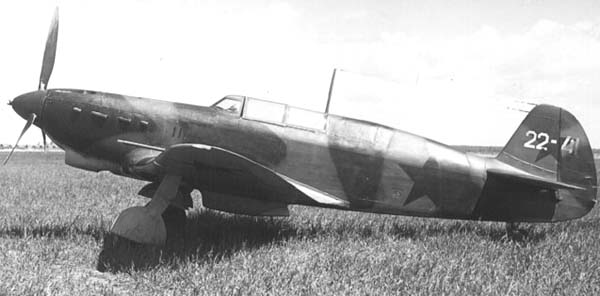
Самолет Як-7б. Такими самолётами полк пополнялся с 1943 года.

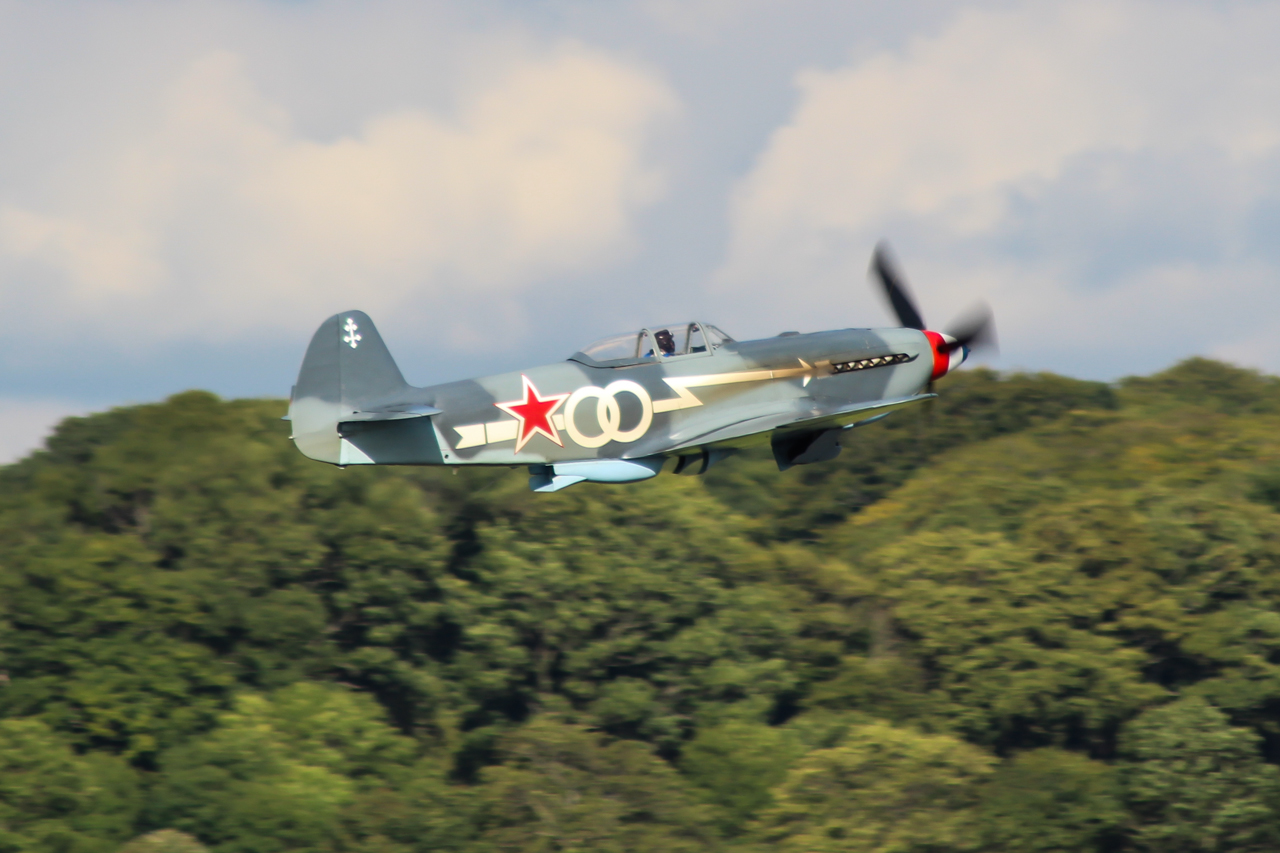
Самолет Як-9. Такими самолётами полк был пополнен в 1944 году.

## Наименования полка
- 926-й истребительный авиационный полк ПВО[1];
- 926-й истребительный авиационный полк[1];
- 416-й истребительный авиационный полк ПВО[1];
- 416-й истребительный авиационный полк[1];
- Войсковая часть (полевая почта) 49696[1].

## История и боевой путь полка
Полк начал формироваться 29 июня 1942 года на аэродроме Кобулети (г. Батуми) при 35-м истребительном авиационном полку ПВО и на его основе (в состав полка вошел 21 экипаж из 35-го иап и прибыло 3 экипажа из 591-го иап 36-й иад ПВО) на самолётах И-153 по штату 015/174 (шифротелеграммы Командующего ИА ПВО ТС № 1093/гш от 29.06.1942 и № 3456/ш от 08.07.1942).
11 июля завершено формирование полк. Полк получил наименование — 926-й истребительный авиационный полк с включением в состав 102-й истребительной авиадивизии ПВО Сталинградского района ПВО. 22 июля полк в составе 24 экипажей прибыл на Сталинградский фронт и приступил к боевой работе в составе 102-й истребительной авиадивизии ПВО Сталинградского района ПВО на самолётах И-153.
Первая известная воздушная победа полка в Отечественной войне одержана 25 июля 1942 года: младший лейтенант Овсянников П. А. в воздушном бою в районе Старая Григорьевская сбил немецкий бомбардировщик Junkers Ju 88.
25 августа летно-технический состав без матчасти прибыл на аэродром Средняя Ахтуба. 5 сентября полк передал 12 летчиков и младших авиаспециалистов в полки 102-й истребительной авиадивизии ПВО и убыл на доукомплектование в Пензу. После пополнения перебазировался в Московский военный округ на аэродром Дубровицы (г. Подольск) для переучивания на английские истребители «Харрикейн».
9 октября 1942 года полк приступил к боевой работе в составе 106-й истребительной авиадивизии ПВО Бологоевского района ПВО на самолётах «Харрикейн». 29 июня 1943 года полк вместе с дивизией вошел в состав войск вновь
образованного Западного фронта ПВО. В апреле 1944 года в связи с реорганизацией войск ПВО страны в составе 106-й истребительной авиадивизии ПВО включен во 2-й корпус ПВО Северного фронта ПВО (образован 29.03.1944 на базе Восточного и Западного фронтов ПВО).
В 1943—1944 годах полк в процессе боевой работы пополнялся самолётами Як-7б и Як-9Д. 19 мая 1944 года из 106-й истребительной авиадивизии ПВО передан в состав вновь формируемой 124-й истребительной авиадивизии ПВО 2-го корпуса ПВО с перебазированием с аэродрома Великие Луки на аэродром Малая Вишера.
С 21 мая 1944 года вместе с дивизией приступил к выполнению боевой задачи по обороне железнодорожных узлов и перегонов. Во взаимодействии со средствами ПВО 16-й Отдельной бригады, 2-го корпуса ПВО, 3-го Прибалтийского фронта и другими полками дивизии оборонял от налетов авиации противника железнодорожные узлы Чудово, Окуловка, Угловка, Бологое, Валдай, железнодорожные участки Бологое-Чудово, Бологое-Бежецк, Бологое-Лихославль, Бологое-Осташков, мосты через реки Волхов и Мста. 25 октября перебазировался на аэродром Поддубье.
В 1945 году полк вместе с другими полками дивизии во взаимодействии со средствами ПВО 79-й дивизии ПВО приступил к выполнению боевой задачи по обороне железнодорожных узлов Резекне, Полоцк, Невель, Ново-Сокольники, Великие Луки, Псков, железнодорожных перегонов и мостов через реки Западная Двина у Полоцка и Великая у Пскова.
17 марта 1945 года полк переименован в 416-й истребительный авиационный полк (директива ГШ КА № орг/9/81815 от 03.02.1945). День Победы 9 мая 1945 года полк встретил на аэродроме Поддубье.
Всего в составе действующей армии полк находился: с 23 июля 1942 года по 3 сентября 1942 года и с 9 октября 1942 года по 31 декабря 1944 года.
Всего за годы войны полком:
- Совершено боевых вылетов — 1857
- Проведено воздушных боев — не менее 117
- Сбито самолётов противника — 30 (из них 4 ночью), по годам: 1942 — 20, 1943 — 7, 1944 — 3
- Свои потери (боевые): летчиков — 3, самолётов — 13

## Командир полка
- майор Билов Яков Николаевич[1], 11.07.1942 — 28.12.1942
- майор Зарубицкий Петр Александрович[1], 01.1943 — 26.02.1943
- майор Богданов Георгий Сергеевич[1], 03.03.1943 — 07.05.1944
- майор Шмырин Михаил Григорьевич[1], 28.05.1944 — 31.12.1944
- подполковник Борисов Александр Гаврилович[1], 31.12.1944 — 25.03.1945
- капитан, майор Благодаренко Николай Моисеевич[1], 05.04.1945 — 14.02.1946

## Послевоенная история полка
После войны полк продолжал входить в состав 124-й истребительной авиационной дивизии ПВО 13-го корпуса ПВО Западного округа ПВО. В связи с расформированием дивизии 10 сентября 1945 года полк передан в состав 125-й истребительной авиационной дивизии ПВО 20-й воздушной истребительной армии ПВО Западного округа ПВО. 14 февраля 1946 года полк расформирован в 125-й истребительной авиационной дивизии ПВО (директива ГШ КА № орг/10/88861 от 15.12.1945).

## Лётчики-асы полка
Летчики-асы полка, сбившие более 5-ти самолётов противника в воздушных боях.
| Фамилия, имя отчество      | Награды | Сбито самолётов (+ в группе) | Примечание |
| -------------------------- | ------- | ---------------------------- | --- |
| Черников Иван Дмитриевич   |         | 8 + 6                        | Лётчик полка: июнь — сентябрь 1942 года. И-153. Пропал без вести 30 июля 1943 г. Не вернулся с боевого задания. |
| Шацкий Александр Сергеевич |         | 5 + 6                        | Лётчик полка: июнь — сентябрь 1942 года. И-153. Боевых вылетов: 221; воздушных боев: 42. Умер 1 февраля 2013 г. |